# Cariblatta mosela
Cariblatta mosela är en kackerlacksart som beskrevs av Rocha e Silva och João de Carvalho e Vasconcellos 1987. Cariblatta mosela ingår i släktet Cariblatta och familjen småkackerlackor. Inga underarter finns listade.